# フェミニスト・ポルノグラフィ
フェミニスト・ポルノグラフィ（Feminist pornography）は、男女同権に取り組む人々によって、またはそれを目的に生産された映像のジャンル。これは、女性がセクシュアリティ、平等、満足を通じて、自由を追求することを推奨する目的で制作されている。多くの第三波フェミニストは、アダルト・エンターテインメント産業に参画することで、性的平等の自由と権利を求めることに積極的である。
女性運動が始まって以来、フェミニストはポルノグラフィについて議論してきた。 議論は、フェミニスト・ポルノが始まった1980年代のフェミニスト・セックス戦争の間、特に激しいものだった。 2006年にトロントでGood For Herが創設したフェミニスト・ポルノ・アワードによって、2000年代に勢いを増した。これらの賞は、幅広い視聴者の認知度を高め、メディアでの露出を増やし、映像製作者、出演者、ファンのコミュニティを活性化させることに貢献した。
フェミニスト・ポルノは公正な方法で制作されたポルノグラフィであり、出演者には妥当な報酬が支払われ、配慮と尊敬の念を持って扱われ、彼女らの同意、安全、幸福が不可欠であり、彼女らの仕事の内容は高く評価される。フェミニスト・ポルノは、型に嵌らない表現、美学、映像製作スタイルを通じて、欲望、美、満足感、力についてのアイデアの表現に挑戦しようとしている。フェミニスト・ポルノの全体的な目的は、それを作成する出演者と、それを見る人々に力を与えることである。